# Bokermannohyla
Genre
Bokermannohyla est un genre d'amphibiens de la famille des Hylidae.

## Répartition
Les 32 espèces de ce genre sont endémiques du Sud du Brésil.

## Liste des espèces
Selon Amphibian Species of the World (10 juin 2017) :
- Bokermannohyla ahenea (Napoli & Caramaschi, 2004)
- Bokermannohyla alvarengai (Bokermann, 1956)
- Bokermannohyla astartea (Bokermann, 1967)
- Bokermannohyla capra Napoli & Pimenta, 2009
- Bokermannohyla caramaschii (Napoli, 2005)
- Bokermannohyla carvalhoi (Peixoto, 1981)
- Bokermannohyla circumdata (Cope, 1871)
- Bokermannohyla claresignata (Lutz & Lutz, 1939)
- Bokermannohyla clepsydra (Lutz, 1925)
- Bokermannohyla diamantina Napoli & Juncá, 2006
- Bokermannohyla flavopicta Leite, Pezzuti, & Garcia, 2012
- Bokermannohyla gouveai (Peixoto & Cruz, 1992)
- Bokermannohyla hylax (Heyer, 1985)
- Bokermannohyla ibitiguara (Cardoso, 1983)
- Bokermannohyla ibitipoca (Caramaschi & Feio, 1990)
- Bokermannohyla itapoty Lugli & Haddad, 2006
- Bokermannohyla izecksohni (Jim & Caramaschi, 1979)
- Bokermannohyla juiju Faivovich, Lugli, Lourenço, & Haddad, 2009
- Bokermannohyla langei (Bokermann, 1965)
- Bokermannohyla lucianae (Napoli & Pimenta, 2003)
- Bokermannohyla luctuosa (Pombal & Haddad, 1993)
- Bokermannohyla martinsi (Bokermann, 1964)
- Bokermannohyla nanuzae (Bokermann & Sazima, 1973)
- Bokermannohyla napolii Carvalho, Giaretta, & Magrini, 2012
- Bokermannohyla oxente Lugli & Haddad, 2006
- Bokermannohyla pseudopseudis (Miranda-Ribeiro, 1937)
- Bokermannohyla ravida (Caramaschi, Napoli, & Bernardes, 2001)
- Bokermannohyla sagarana Leite, Pezzuti, & Drummond, 2011
- Bokermannohyla sapiranga Brandão, Magalhães, Garda, Campos, Sebben, & Maciel, 2012
- Bokermannohyla saxicola (Bokermann, 1964)
- Bokermannohyla sazimai (Cardoso & Andrade, 1982)
- Bokermannohyla vulcaniae (Vasconcelos & Giaretta, 2005)

## Étymologie
Ce genre est nommé en l'honneur de Werner Carl August Bokermann.

## Publication originale
- Faivovich, Haddad, Garcia, Frost, Campbell & Wheeler, 2005 : Systematic review of the frog family Hylidae, with special reference to Hylinae: phylogenetic analysis and taxonomic revision. Bulletin of the American Museum of Natural History, vol. 294, p. 1-240 (texte intégral).